# Nemoria peruviana
Nemoria peruviana là một loài bướm đêm trong họ Geometridae.